# Papiermachine
Papier wordt gemaakt op een papiermachine. De eerste papiermachine, een langzeeftype, werd in 1798 ontworpen door de Franse ingenieur Nicolas Louis Robert werkzaam bij de Didot Papierfabriek in Essones in Frankrijk. Zijn patent werd later opgepikt door de Engelse papierfabrikant John Hall en de gebroeders Henry en Sealy Fourdrinier, die het ontwerp samen met de in hun dienst staande Bryan Donkin verder ontwikkelden. Tot op de dag van vandaag worden papiermachines met een vergelijkbaar ontwerp Fourdriniers genoemd.
Tegenwoordig berust de fabricage van papier nog steeds op het principe van Fourdriniers vinding uit 1806. Een vergelijkbaar ontwerp is de rondzeefpapiermachine (rolzeefmachine) van de Brit John Dickinson uit 1809.
Stappen:
- bladvormen
- persen
- drogen

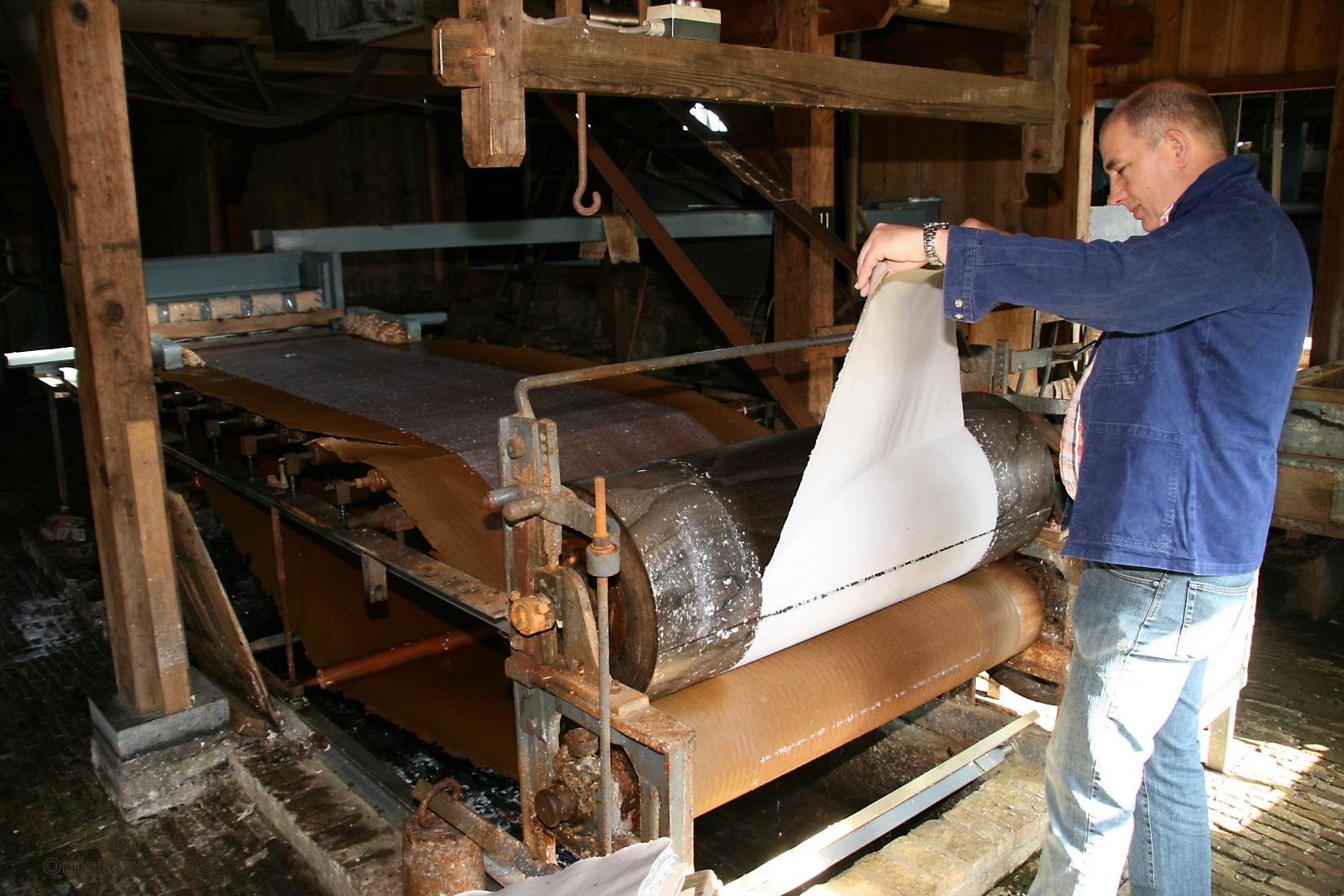
Langzeefmachine

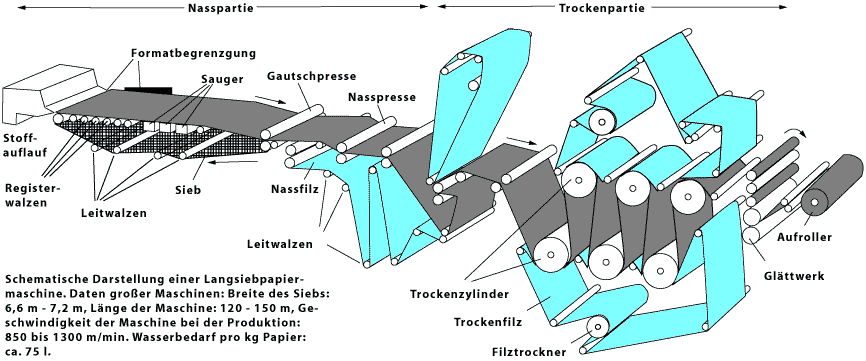
schematisch: papiermachine

Na 1960 zijn er ook diverse andere configuraties ontwikkeld, zoals de Hybrid former en de Gapformer. Beide bladvormers onderscheiden zich van de Fourdrinier door het gebruik van twee zeven voor het ontwateren van de stof in plaats van slechts een.
De grootste papiermachine, anno 2010, is een 11,8 meter brede gapformer, die 600 meter lang is en loopt met 2000 m/min (oftewel 120 km/h). Deze machine produceert 189 ton papier per uur.

## Grondstofvoorbereiding en constant gedeelte
In de grondstofvoorbereiding worden celstof en papierhulpstoffen voorbereid.
Onderdelen van dit proces zijn:
- "Oplossen" van de vezelbalen of ontinkten van oudpapier in proceswater
- Malen van de vezels, waardoor het papier sterker wordt
- Mengen van de verschillende vezelsuspensies, meestal naaldhoutvezels en loofhoutvezels en heropgelost papier (breker)
- Mengen met papierhulpstoffen zoals lijmingsmiddelen, kationisch zetmeel (interne lijming/sizing)
- Reinigen van de vezelsuspensie, met zeven en centrifugaalcleaners
- Vezelterugwinning uit zeefwater

De vezelconsistentie is ongeveer 3 tot 8% in de stofvoorbereiding. Daarna wordt de vezelstroom met zeefwater verdund tot 0,5 - 1% consistentie.

## Stofoploop
In de stofoploop wordt ervoor gezorgd dat:
1. de vezels maximaal ontknoopt zijn, dat wil zeggen dat de vezels niet in elkaar haken. Dit gebeurt door het opwekken van turbulentie in de vezelstroom.
2. De verdeling van de vezelmassa over de breedte van de papiermachine egaal is.
3. De vezeloriëntering zo is dat het gevormde papier vierkant of juist langsgeoriënteerd is. Dit gebeurt door de snelheid van het uitstromen uit de oploopkast te variëren ten opzichte van de snelheid van het doek waarop de vezelmassa gespoten wordt.

In de stofoploop is de vezelconsistentie in water ongeveer 0,5 tot 1%.

## Bladvorming en doekpartij
Vanuit de stofoploop wordt de vezelsuspensie verdeeld op de ronddraaiende zeef (een andere naam hiervoor is gaas of doek). De zeef is een speciaal geweven materiaal (meestal polyester) dat zo behandeld is dat het twee functies kan uitoefenen.
- Maximale hoeveelheid vezels vasthouden (retentie), zodat daaruit papier gevormd kan worden.
- Het water zo verwijderen dat er een mooi papieroppervlak ontstaat en er zo veel mogelijk water in zo kort mogelijke tijd wordt verwijderd.

De ontwatering wordt gedaan met speciale elementen onder en boven het zeefdoek. Ook deze elementen zorgen naast ontwatering voor een egaal papier. Gedeeltelijk wordt het water verwijderd bij normale luchtdruk, gedeeltelijk met onderdruk (vacuüm).
In deze sectie van de papiermachine kan ook een watermerk worden gemaakt.
Aan het einde van de bladvorming heeft het papier een vaste stof gehalte van ongeveer 20%. Dit betekent dat al meer dan 95% van de originele hoeveelheid water verwijderd is.
Omdat persen en daarna drogen vele malen duurder is dan waterverwijdering in de natpartij of bladvorming, is het voor de papiermaker erg belangrijk dat het papier een zo hoog mogelijk vaste stof gehalte heeft voordat het in de perspartij gevoerd wordt.

## Perspartij
In de perspartij wordt het papier tussen meerdere paren van walsen doorgevoerd. Meestal zijn de walsen bekleed met een persvilt, dat het uitgeperste water opneemt. 
Dit persvilt is eindloos, dus het opgenomen water moet eruit verwijderd worden voordat dit gedeelte van het persvilt weer in de spleet tussen de walsen terechtkomt. Dit gebeurt met zuigbakken.
Er zijn ook perswalsen met gaten, waardoor het uitgeperste water met onderdruk weggezogen wordt.
Aan het einde van de perspartij heeft het papier een droge stof gehalte van 45 tot 50%.

## Droogpartij

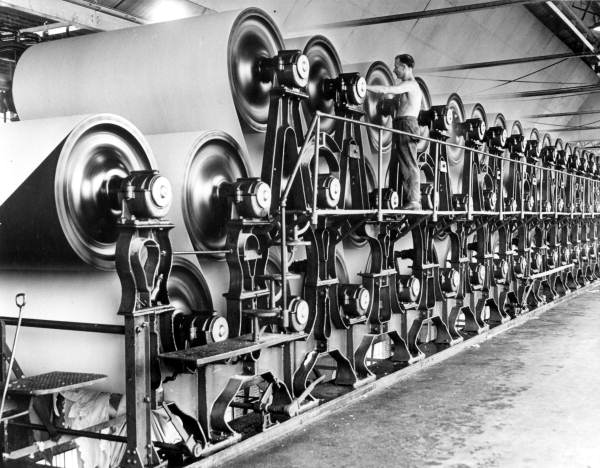
Droogcilinders

De droogpartij is het grootste (en duurste) gedeelte van de papiermachine.
Het papier wordt over grote cilinders, de gevuld zijn met stoom, geleid. Hierbij verdampt het water in het papier tot er bijna geen water meer over is.
Ook hier lopen vilten over de droogcilinders, maar anders dan in de perspartij is de functie hier om het papier tegen de cilinder te drukken om daarmee de droging te verbeteren.
De vezels worden aan elkaar gebonden met een waterstofbrug. Dit betekent dat papier altijd ongeveer 5% restwater moet bevatten. Zonder water zou het papier direct uit elkaar vallen.

## Oppervlaktebehandeling of -veredeling
Sizing - Oppervlaktelijming - Meestal wordt het papier behandeld in een lijmpers. In de lijmpers wordt de oppervlakte van het papier van een laagje zetmeel, met of zonder papierhulpstoffen, voorzien.
Coating - Men kan het papier coaten, bijvoorbeeld met vulstof, zoals klei of krijt of andere pigmenten bestrijken. De coating bestaat uit een vulstof, een bindmiddel (styreen butadieen emulsies (latex) en  zetmeelderivaat (dextrine)) en papierhulpstoffen.
Calendering - Satineren - Aan het eind van het papierproces wordt het papier tussen een of meerdere paren van gladde walsen (kalander of gladwerk) doorgevoerd, waarbij de gladheid van de oppervlakte verhoogd wordt afhankelijk van het oppervlaktemateriaal van de walzen en de druk die de walzen op elkaar uitoefenen.

## Andere technieken voor papiermaken
Hierboven is hoofdzakelijk de werking van de langzeefmachine beschreven. Er bestaan ook rondzeefmachines. Handmatig papierscheppen (zoals vroeger) wordt ook nog altijd gedaan.
Een machine voor het vervaardigen van tissuepapier is sterk afwijkend van de machine die hier beschreven is. Het drogen bijvoorbeeld gebeurt met 1 grote cilinder, the Yankee cilinder.

## Ambachtelijk papiermaken
Het papiermaken kan onder andere bekeken worden in het Openluchtmuseum in Arnhem of het papiermuseum "De middelste Molen" te Loenen (Gld).
Informatie over ambachtelijk papiermaken is te vinden onder papiermolen.